# Henri Rol-Tanguy
Henri Rol-Tanguy, född 12 juni 1908, död 8 september 2002, var en fransk kommunist och ledare för den franska motståndsrörelsen under andra världskriget.
Henri Rol-Tanguy förhandlade med den tyske general guvernören Dietrich von Choltitz att låta sina styrkor ge upp för fransmännen vid befrielsen av Paris i augusti 1944.